# Polyvinylchloride

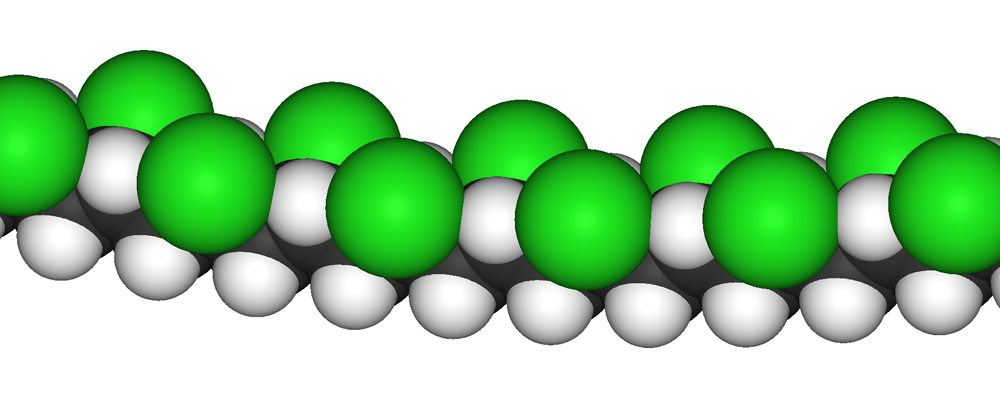
Visualisatie van een keten polyvinylchloride.

Polyvinylchloride (pvc), systematische naam polychlooretheen (PCE), is een veelvuldig toegepaste thermoplast die ontstaat na polymerisatie van het monomeer vinylchloride (VCM). Omdat pvc goedkoop en eenvoudig te bewerken is, wordt het veel toegepast in allerlei takken van de industrie ter vervanging van onder andere hout en beton. Pvc is bekritiseerd vanwege de loodhoudende stabilisatoren en de gechloreerde koolwaterstoffen die bij verbranding vrijkomen. Medio 2006 is er een trend gaande om de loodhoudende stabilisatoren in het pvc te vervangen door organische en op tin gebaseerde stabilisatoren. Alle additieven moeten voldoen aan de Europese richtlijn REACH.

## Geschiedenis
Polyvinylchloride is bij toeval ontdekt in 1838 door Henri Victor Regnault en in 1872 is het herontdekt door Eugen Baumann. In beide gevallen ontstond er een witte vaste stof nadat een fles vinylchloride werd blootgesteld aan zonlicht. Pas rond 1910 gingen Ivan Ostromislensky en Fritz Klatte die toen werkzaam waren voor het bedrijf Griesheim-Elektron, op zoek naar commerciële toepassingen van pvc. Wegens het ontbreken van een goed bruikbare procedure om kwalitatief hoogwaardige pvc te produceren vonden zij die niet.
In 1926 ontwikkelde Waldo Semon een methode om pvc te plasticeren door verschillende additieven toe te voegen.
Het resultaat was een flexibel en eenvoudig te bewerken materiaal, waardoor het breed toepasbaar werd in vele commerciële producttoepassingen.

## Synthese
Polyvinylchloride ontstaat na de polymerisatie van VCM (vinylchloride, chlooretheen). De productie van VCM bestaat uit twee stappen. Eerst reageert etheen met chloor (Cl2) tot 1,2-dichloorethaan (EDC). Vervolgens wordt dit EDC geëlimineerd tot VCM en waterstofchloride (HCl). Ongeveer 30% van de wereldwijde chloorproductie wordt gebruikt voor de productie van VCM.
Voor de polymerisatie worden VCM en water gemengd in een reactor. Onder hoge druk en temperatuur vindt dan polymerisatie plaats. Daarna ondergaat de ruwe pvc enkele raffinagebewerkingen om uiteindelijk als poeder (resin) te worden afgeleverd. Dit resin wordt, onder toevoeging van additieven, verder verwerkt tot het eindproduct.
Reactievergelijking van vinylchloride en polyvinylchloride:
De verwerking van granulaten en/of poeders gebeurt op verschillende manieren.
- extrusie
- blaas-extrusie
- spuitgieten
- kalanderen (walsen)

Dit gebeurt bij hoge temperatuur (meestal 180 - 200 °C). Ter voorkoming van afbraak tijdens verwerking wordt een stabilisator toegevoegd. Een stabilisator bestaat uit bijvoorbeeld lood-zouten zoals tribasisch loodsulfaat (PTS) of dibasisch loodfosfiet (PDF). Tegenwoordig worden ook veel niet-toxische stabilisatoren (calcium- of zinkzouten) gebruikt. Afhankelijk van de toepassing kunnen er andere additieven worden toegevoegd, bijvoorbeeld glijmiddelen (metaalstearaten, stearylstearaat) of vloeiverbeteraars (methacrylaten) voor een soepele verwerking, uv-stabilisatoren (benzofenonen, benzotriazolen) voor de lichtbestendigheid van raamprofielen, slagvastheidsadditieven (ABS) voor profielen of buizen, weekmakers (DEHP) voor tapijten of folies.

## Toepassingen
Na de Tweede Wereldoorlog heeft het gebruik van pvc een grote vlucht genomen in het dagelijks leven. Bekende toepassingsvoorbeelden van pvc in het huishouden zijn buizen voor elektrische bedrading, behang (vinylbehang) en vloerbedekking zoals zeil. Ook wordt het wel toegepast in beschermende kleding, zoals chemische pakken en regenkleding.
In de medische wetenschap heeft pvc sinds de jaren vijftig rubber en glas grotendeels verdrongen in vooraf gesteriliseerde componenten. Belangrijkste redenen daarvoor zijn de chemische stabiliteit, inertheid en flexibiliteit. Bloedinfuuszakken zijn gemaakt van weekgemaakt pvc met citraten. De gebruikte weekmaker (ftalaat) heeft een conserverende werking op het bloed. Schadelijke bijeffecten zijn onderzocht waarbij verregaande invloeden van ftalaten op hormonale en neurale ontwikkeling zijn gevonden. Daarnaast kan het materiaal ook in het lichaam zelf worden gebruikt.
In de bouw- en auto-industrie wordt pvc veelvuldig toegepast in constructies, riolering, beschoeiing, coatings, dashboards en vloeren. Na polypropeen is het in de auto-industrie de meest gebruikte kunststof. Het is slijtvast, licht en herbruikbaar. Pvc is een van de belangrijkste grondstoffen voor kunststofkozijnen in Europa. Na gebruik worden deze kozijnen als grondstof gebruikt voor onder meer kunststof grond- en waterkeringen.
Omdat pvc in vrijwel elk denkbare vorm kan worden gegoten en in een breed scala aan kleuren te produceren is, wordt het vaak gebruikt in speelgoed. Zolang het materiaal aan strenge normen voldoet en geen schadelijke weekmakers en andere additieven bevat, is het zelfs voor jonge kinderen veilig te gebruiken.
Ten slotte zijn de verpakkingsindustrie en landbouw grote afnemers van pvc. Ook hier zijn prijs-prestatieoverwegingen veelal van doorslaggevend belang.
Tijdens de verbranding komt waterstofchloride of, afhangend van de zuurstofbalans, chloor, koolstofdioxide en water vrij.

## Toxicologie en veiligheid van pvc
Van de meeste van pvc geproduceerde producten wordt aangenomen dat ze veilig te gebruiken zijn. Sommige additieven of weekmakers kunnen wel gevaar voor de gezondheid opleveren. In de EU zijn deze toevoegingen dan ook niet altijd toegestaan. Een en ander is afhankelijk van de toepassing. In de jaren zestig is voor het eerst aangetoond dat de grondstof voor pvc, vinylchloride, kankerverwekkend kan zijn. Ook behoort het tot de risicofactoren voor het ontstaan van sclerodermie. Een ander nadeel is dat er bij de verbranding van pvc dioxines kunnen vrijkomen.
Alhoewel het hier om zeer kleine hoeveelheden gaat, is bewezen dat dioxinen al in kleine hoeveelheden veranderingen kunnen veroorzaken in de hormoonhuishouding van organismen. Voor Greenpeace is dat reden om te streven naar het volledig uitbannen van pvc. In de toepassingen als leidingssystemen (o.a. gas, afvalwater, drinkwater) is de ecologische impact van pvc echter duidelijk lager dan alternatieve materialen, zoals blijkt uit diverse studies.
Pvc-leidingsystemen hebben een levensduur van minstens 100 jaar. Na gebruik kan het gerecycled en hergebruikt worden.

## Innovaties
Sinds 2020 wordt pvc gerecycled en geperst tot materiaal voor productie van grammofoonplaten, waaraan kleurstoffen kunnen worden toegevoegd tijdens het productieproces.
Sinds 2023 is het mogelijk gebleken een bio-vinyl ('bio-based') te produceren, door de aardolieproducten te vervangen door afgewerkte bakolie en industriële afvalgassen te gebruiken. Tevens treedt hierbij een reductie op van CO2-uitstoot bij de productie. Toepassingen van bio-vinyl zijn grammofoonplaten, regenkleding, vloerbedekking en dergelijke.